# Pilocosta nana
Pilocosta nana là một loài thực vật có hoa trong họ Mua. Loài này được (Standl.) Almeda & Whiffin miêu tả khoa học đầu tiên năm 1980.